# ミシェウ・ジェファーソン・ナシメント
ミシェウ・ジェファーソン・ナシメント（Michael Jefferson Nascimento、1982年1月21日 - ）は、ブラジル・サンパウロ出身のプロサッカー選手。ポジションはミッドフィールダー（オフェンシブ・ハーフ）、フォワード。

## 経歴
CAジュベントスの下部組織出身。1999年にADサンカエターノとプロ契約を締結してプロサッカー選手の道をスタートさせるも、その後は長らく控えとして、もしくは下位ディビジョンのクラブでプレーした。2007年、籍をグアラチンゲタに置いたままポンチ・プレッタへ期限付き移籍。プレッタでの活躍が認められる形でグアラチンゲタに復帰すると、サンパウロ州選手権の舞台で中盤の選手ながらゴールを量産し、躍進するチームの中で中心選手として活躍した。2008年4月にはブラジル全国選手権を戦うコリチーバにレンタルされ、レギュラーとして活躍していた。
2008年8月より、コリチーバでの活躍に目を留めていた日本のJリーグ・ジェフユナイテッド千葉へ完全移籍。正確なパスと試合における賢さは、千葉のアレックス・ミラー監督（当時）にも高く評価された。2009年も千葉に残留したが、本人も「あまり活躍する事ができなかった」と語った通りシーズンを通して故障に悩まされ、千葉もJ2へ降格した。
2010年より、J1・アルビレックス新潟へ完全移籍。新潟では前線との流動的なポジショニングで攻撃の起点となり、黒崎久志監督（当時）から「私もベンチで見ていて楽しい選手。私の目指すサッカー以上のイマジネーションを見せてくれる」とプレーを高く評価された。2011年は背番号が10に変更され、自身最多となるJ1リーグ戦6得点を記録した。2012年は3月15日から21日まで家庭の事情により一時帰国して 出遅れたが、22日に再来日した。8月25日のJ1第23節鹿島アントラーズ戦では、ミシェウの得点が決勝点となり、新潟はJ1通算100勝を達成した。2012年のシーズン終了後、契約満了により新潟を退団した。
2013年1月2日、サンベルナルドFCとの契約が発表された。

## 個人成績
| 国内大会個人成績 | 国内大会個人成績 | 国内大会個人成績 | 国内大会個人成績 | 国内大会個人成績 | 国内大会個人成績 | 国内大会個人成績 | 国内大会個人成績 | 国内大会個人成績 | 国内大会個人成績 | 国内大会個人成績 | 国内大会個人成績 |
| 年度             | クラブ           | 背番号           | リーグ           | リーグ戦         | リーグ戦         | リーグ杯         | リーグ杯         | オープン杯       | オープン杯       | 期間通算         | 期間通算         |
| 年度             | クラブ           | 背番号           | リーグ           | 出場             | 得点             | 出場             | 得点             | 出場             | 得点             | 出場             | 得点             |
| ブラジル         | ブラジル         | ブラジル         | ブラジル         | リーグ戦         | リーグ戦         | ブラジル杯       | ブラジル杯       | オープン杯       | オープン杯       | 期間通算         | 期間通算         |
| ---------------- | ---------------- | ---------------- | ---------------- | ---------------- | ---------------- | ---------------- | ---------------- | ---------------- | ---------------- | ---------------- | ---------------- |
| 2008             | コリチーバ       |                  | セリエA          | 11               | 2                | 0                | 0                | -                | -                | 11               | 2                |
| 日本             | 日本             | 日本             | 日本             | リーグ戦         | リーグ戦         | リーグ杯         | リーグ杯         | 天皇杯           | 天皇杯           | 期間通算         | 期間通算         |
| 2008             | 千葉             | 44               | J1               | 10               | 1                | 0                | 0                | 1                | 0                | 11               | 1                |
| 2009             | 千葉             | 19               | J1               | 12               | 2                | 3                | 0                | 0                | 0                | 15               | 2                |
| 2010             | 新潟             | 8                | J1               | 27               | 4                | 6                | 2                | 2                | 0                | 35               | 6                |
| 2011             | 新潟             | 10               | J1               | 30               | 6                | 2                | 1                | 1                | 0                | 33               | 7                |
| 2012             | 新潟             | 10               | J1               | 26               | 4                | 2                | 0                | 1                | 0                | 29               | 4                |
| ブラジル         | ブラジル         | ブラジル         | ブラジル         | リーグ戦         | リーグ戦         | ブラジル杯       | ブラジル杯       | オープン杯       | オープン杯       | 期間通算         | 期間通算         |
| 2013             | サンベルナルド   |                  | サンパウロ州1部  | 12               | 0                | 1                | 0                | -                | -                | 13               | 0                |
| 2013             | グアラチンゲタ   |                  | セリエB          | 12               | 0                | -                | -                | -                | -                | 12               | 0                |
| 通算             | ブラジル         | ブラジル         |                  |                  |                  |                  |                  |                  |                  |                  |                  |
| 通算             | 日本             | 日本             | J1               | 105              | 17               | 12               | 3                | 5                | 0                | 122              | 20               |
| 総通算           |                  |                  |                  |                  |                  |                  |                  |                  |                  |                  |                  |